# Franz Pehr Oldenburg
Franz Pehr Oldenburg (né en 1740 à Stockholm ; décédé en 1774 à Madagascar) était un mercenaire et botaniste suédois.

## Biographie
Il n'y a pas d'informations sur la jeunesse de Franz Pehr Oldenburg, même si certains pensent qu'il a été l'élève de Carl von Linné,. On sait qu'il a rejoint la Compagnie danoise des Indes orientales en tant que soldat suédois. En 1770, il arrive au Cap, peut-être en tant que médecin de bord, à bord du navire Finland, commandé par le capitaine et naturaliste suédois Carl Gustaf Ekeberg, un ami de Linné. En 1771, il est toujours au Cap en tant que soldat au service de la Compagnie néerlandaise des Indes orientales,. Il y a rencontre les naturalistes Joseph Banks, mais aussi Daniel Solander avec qui il correspondra,. En 1772, il accompagne Carl Peter Thunberg, qui l'aurait initié à la botanique, et Anders Sparrman, deux apôtres de Linné, dans une expédition botanique dans la région du Cap.
Il accompagne ensuite le botaniste britannique Francis Masson en tant qu'interprète lors de son premier voyage du 10 décembre 1772 à janvier 1773 au Cap de Bonne Espérance,. Il rassemble alors une collection botanique qui ira pour partie au botaniste suédois Bengt Bergius et pour partie à Joseph Banks,. Il a également participé, avec le naturaliste suédois Carl Peter Thunberg, au deuxième voyage de Francis Masson qui les a mené à Port Elizabeth. En 1774, sur recommandation de Thunberg, Oldenburg s'est rendu à Madagascar comme médecin de bord sur le Hoeker, un navire qui allait chercher des esclaves. Il y récolte des plantes, mais y meurt la même année d'une fièvre maligne.

## Taxon honorifique
Le botaniste prussien Christian Friedrich Lessing a baptisé en son honneur le genre Oldenburgia de la famille des Asteraceae,.